# Fushigi yûgi Special
Fushigi yûgi Special (ふしぎ遊戯玄武開伝?, Fushigi yūgi Genbu kaiden) è il prequel del manga Fushigi yûgi. Sono stati entrambi scritti e disegnati da Yū Watase. La serie si è conclusa sia in Giappone che nel resto del mondo, con 12 volumi usciti. Fushigi yûgi Genbu kaiden significa "Il gioco misterioso - La leggenda di Genbu" e racconta la storia di Takiko Okuda, figlia del traduttore dello Shijintenchisho (Il libro dell'universo dei quattro Dei).
Aprendo il libro, la ragazza viene catapultata in un mondo simile all'antica Cina, nel regno di Hokkan, diventando la protagonista della leggenda custodita nel libro. Takiko diventa così la sacerdotessa di Genbu, destinata a radunare le sette stelle della costellazione di Genbu ed evocare così la bestia sacra.
Il manga è edito da Shogakukan sulla rivista Shōjo Comic e in tankōbon nella collana Flower Comics; in Italia è stato pubblicato da Planet Manga e conta dodici volumi (tankōbon). La serie ha ispirato anche due videogiochi, uno per PlayStation 2 (uscito in edizione sia normale, che speciale, contenente un drama CD) e uno per PSP in lingua giapponese ed entrambi intitolati Fushigi yûgi - Genbu kaiden - Gaiden - Kagami no miko (ふしぎ遊戯 玄武開伝 外伝 鏡の巫女? lett. "Il gioco misterioso - La leggenda di Genbu - Gaiden - La sacerdotessa dello specchio") nonché alcuni drama CD.

## Personaggi
Lo "Shijintenchisho" ( "L'universo dei quattro Dei" ) è stato tradotto da Einosuke Okuda, padre di Takiko, che per portare a termine questo lavoro ha viaggiato a lungo, lasciando sole la figlia e la moglie malata. Per questo, Takiko odia profondamente il genitore ed il suo odio cresce perché, proprio quando lui torna a casa, la madre muore. Presa dalla rabbia, Takiko decide di strappare il libro che il padre ha preferito alla famiglia, ma toccando il manoscritto, la fanciulla viene assorbita da esso. Takiko è infatti destinata a divenire la sacerdotessa di Genbu (Genbu no Miko), e quindi dovrà cercare i sette guerrieri celesti, necessari per evocare la bestia sacra: Hikitsu, Tomite, Inami, Uruki, Urumiya, Hatsui, Namame.
Takiko finisce con l'innamorarsi del bel Rimdo (il guerriero Uruki), riuscendo a dimenticare il suo amore non corrisposto nel nostro mondo, l'amico di famiglia Takao Oosugi.

### Genbu
Secondo l'astrologia cinese, è il dio della costellazione del nord, nonché protettore del regno di Hokkan. Genbu è rappresentato da una tartaruga verde-nera che ha sul guscio dei serpenti.
Takiko (奧田 多喜子 ?, Okuda Takiko)Figlia di Einosuke Okuda è la prima ragazza ad entrare nel magico mondo dello "Shijintenchisho" come Miko (sacerdotessa). Nonostante venga dal mondo reale, è in grado di difendersi in quanto pratica nell'uso della Naginata (un bastone simile ad un'alabarda ma con la punta dritta). Prima di entrare nel libro vive a Morioka, dove si è trasferita da Tokyo con la madre, malata di polmonite. È innamorata di Takao Oosugi, che tuttavia non può corrisponderla, essendo sposato e avendo una bambina, Shuno. Una volta nel libro, Takiko incontra il principe Rimdo e, con il tempo, i due si innamorano.
- Nome originale: Okuda Takiko

- Data di nascita: 22 settembre 1906
- Età: 17
- Altezza: ??
- Gruppo sanguigno: ??
- Luogo di nascita: Tokyo, ma si trasferisce a Morioka nel 1923
- Arma preferita: un'alabarda (Naginata), che consiste in un bastone con alla sommità una corta lama
- Famiglia: padre (Einosuke), madre (Yoshie)
- Hobbies: leggere

Principe Rimdo Loun - Uruki (女宿?)Rimdo è il primo guerriero celeste incontrato da Takiko all'interno del libro. Pur essendo incatenato per aver tradito suo padre, riuscirà a liberarsi e mettere in salvo Takiko.
Scoprendo che Takiko è destinata a diventare sacerdotessa, Rimdo non si fida di lei, tuttavia in poco tempo si innamorerà di lei capendo di amarla. Nonostante cerchi di reprimere questo sentimento, il ragazzo decide infine di accettarlo e si dichiara alla ragazza, chiedendole tuttavia di tenere il loro amore segreto, in quanto lui è un guerriero celeste e lei è la sacerdotessa.
Il suo unico amico è Soruen, guardiano che gli affidò la madre, e che lo segue ovunque. Rimdo riesce ad entrare nell'esercito di Kuto con lo pseudonimo di Taki: il suo obiettivo è assassinare il padre e per farlo, non esita ad unirsi ai nemici del regno di cui lui stesso è principe.
Il padre di Rimdo è infatti re Tendam dell'Hokkan e desidera assassinare il figlio per scongiurare una profezia che lo vuole assassinato dall'erede, proprio in seguito all'arrivo della sacerdotessa di Genbu. La regina aiutò il piccolo Rimdo a fuggire dal regno.
Quando deve combattere, Rimdo è capace di sfruttare il suo potere per trasformarsi in Uruki. il demone del vento. Durante la trasformazione Rimdo ha sembianze femminili e per questo non viene riconosciuto.
- Nome originale: Roun Rimudo (リムド Rimudo)

- Simbolo: Donna, localizzato sul centro del petto
- Data di nascita: 28 gennaio
- Età: 16
- Altezza: 175cm (da uomo), 165cm
- Gruppo sanguigno: 0
- Luogo di nascita: Touran, Tribù di Han dell'Hokkan occidentale
- Arma preferita: il potere del vento
- Famiglia: padre, madre, Tauru (padre adottivo) Soruen (fratello adottivo)

Tomite (虚宿?)In passato, il suo villaggio fu attaccato dai Mou e suo padre morì, lasciandolo solo con la madre. All'arrivo della sacerdotessa di Genbu, Tomite si invaghisce di lei e la segue nel suo viaggio. A causa di questo sentimento, è geloso di Rimdo.
Pur essendo piuttosto impulsivo e scontroso, sa essere molto responsabile, come dimostra il suo attaccamento alla famiglia ed al suo villaggio.
In seguito, mostra di avere un debole per Aira, sorellina di Hikitsu innamorata di lui.
- Nome originale: Tan Chamuka
- Simbolo: Vuoto, che gli compare sulla spalla sinistra
- Data di nascita: 14 febbraio
- Età: 16
- Altezza: 173 cm
- Gruppo sanguigno: 0
- Luogo di nascita: Tribù di Han, nell'Hokkan occidentale
- Arma preferita: arco e frecce; potere del ghiaccio
- Famiglia: madre (Boraate), padre (Tan)
- Hobbies: cacciatore di taglie; vorrebbe intascare la ricompensa per la cattura di Rimdo.

Hatsui (室宿?)Viene trovato in una prigione, custodito da Fan, una donna che si occupa di lui pur non avendolo mai visto. Hatsui, infatti, ha timore del prossimo e vive nascosto in una cesta, dalla quale attacca con aghi metallici coloro da cui si sente minacciato.
Un tempo abitava in una cittadina chiamata Tooru, ma quando il suo potere si manifestò, non sapendolo controllare, uccise involontariamente delle persone e fuggì.
Grazie a Takiko, il ragazzo riesce a tirare fuori un po' di coraggio.
- Nome originale: Zaara Erutai
- Simbolo: Protezione, sotto il piede destro
- Data di nascita: ??
- Età: 12
- Altezza: ??
- Gruppo sanguigno: ??
- Luogo di nascita: ??
- Arma preferita: aghi che lancia dalla sua cesta
- Famiglia: padre e madre
- Hobbies: i suoi genitori erano degli erboristi, ha imparato da loro a riconoscere le erbe medicinali

Namame (壁宿?)Ha l'aspetto di una statua di pietra, al servizio della principessa Anru, con la quale vive nella pianura delle rocce della rinascita. All'inizio era di grandi dimensioni e il simbolo gli appariva sulla parte sinistra del petto, ma dopo la sua rinascita, il segno appare dietro la testa. Namame non parla, ma è capace di controllare le pietre e la terra a suo piacimento e di trasformarsi.
Dopo la morte di Anru decide di seguire Takiko.
- Nome originale: ??
- Simbolo: Muro, dietro la testa
- Data di nascita: ??
- Età: ??
- Altezza: varie
- Gruppo sanguigno: ??
- Luogo di nascita: nasce dalla pietra Seimei, vicino a Iferui
- Arma preferita: trasformare il terreno che lo circonda
- Famiglia: Anru

Hikitsu (斗宿?)È come un fratello maggiore per Tomite ed anche lui è rimasto coinvolto nella guerra contro i mostri Mou.
Vive tra le montagne, con i lupi, vegliando la sorellina Aira, intrappolata nel ghiaccio, fino all'arrivo di Takiko, che riesce a liberare la ragazza.
È un ragazzo molto serio e intelligente, riflessivo e piuttosto taciturno, in netto contrasto con Tomite. Rispetto agli altri guerrieri, i suoi poteri sono più sviluppati: il suo occhio destro, solitamente bendato, custodisce il potere dello specchio, capace di rivelare a chi lo guarda le profondità del proprio animo. Decide di seguire Takiko soprattutto per proteggere Tomite e Aira.
- Nome originale: Chen Emutato
- Simbolo: Profondo, sull'occhio destro che tiene bendato
- Data di nascita: 16 dicembre
- Età: 21
- Altezza: 184 cm
- Gruppo sanguigno: 0
- Luogo di nascita: Tribù di Kan
- Arma preferita: controllare l'acqua
- Famiglia: sorella minore (Aira)
- Hobbies: andare a cavallo

AiraÈ la sorellina di Hikitsu, a causa di Tomite, lei ed alcuni mostri Mou rimangono intrappolati nel ghiaccio. Il giovane guerriero, infatti, non era ancora in grado di padroneggiare il suo potere. La ragazza non gli porta rancore ed anzi, dopo essere stata liberata dal ghiaccio, fa di tutto per manifestare al ragazzo i propri sentimenti.
- Famiglia: Chen Emutato (fratello maggiore)
- Hobbies: andare a cavallo

Inami (牛宿?)È una donna che lavora in un bordello del regno di Konan. Il suo potere risiede nei capelli, che può allungare o accorciare a suo piacimento. In passato lavorava presso il palazzo reale di Hokkan e sembra conoscere Uruki e la sua storia.
Inami odia la sacerdotessa di Genbu ed è molto riluttante all'idea di aiutarla: in passato, il suo destino di guerriera celeste le ha riservato prove molto, infatti la gente considera quelli come lei un segno di sventura.
La tenutaria del bordello le ha salvato la vita tre anni fa e, proprio per proteggere Inami, ha trasferito la sua attività da Hokkan a Konan. Dopo la morte della tenutaria e grazie all'intervento delle altre prostitute, Inami decide di seguire Takiko.
- Nome originale: Taruma
- Simbolo: Mucca, posizionato sul ventre
- Data di nascita: ??
- Età: ??
- Altezza: ??
- Gruppo sanguigno: ??
- Luogo di nascita: Hokkan
- Arma preferita: un bastone simile a una pipa e i suoi capelli
- Famiglia: marito (defunto) figlio (defunto)

UrumiyaGuerriero celeste che si rivela essere Hagasu. L'uomo non viene segnalato dallo Shinzaho per via delle bende nere che porta sul vis, per nasocndere il suo simbolo.
Anru, tuttavia, spiega a Takiko che Urumiya non è una persona ma due: Hagasu condivide il simbolo di Urumiya con il gemello Tegu. I due fratelli sono stati separati da bambini e non si vedono da molto tempo: è proprio per la salvezza di Tegu che Hagasu obbedisce alla famiglia reale di Hokkan, cercando di assassinare Uruki.
- Nome originale: Hagasu
- Simbolo: Soffitto, posizionato al centro del viso
- Data di nascita: ??
- Età: ??
- Altezza: ??
- Gruppo sanguigno: ??
- Luogo di nascita: Hokkan
- Arma preferita: assorbire i poteri dei guerrieri celesti e poi usarli a sua volta
- Famiglia: fratello (Tegu)

TeguL'altra metà di Urumiya è Tegu. Tegu è stato il primo dei due fratelli a manifestare i propri poteri ed essendo in grado, con il suo canto, di annullare i poteri degli altri guerrieri celesti, è stato rinchiuso nel reale di Hokkan, presso Touran.
Visto il rifiuto di Hargus ad unirsi al gruppo, Takiko decide di trovarlo e portarlo dalla propria parte. Dopo la morte di Soruen e la rabbia di Uruki, Tegu si risveglia da un sonno dei due anni e ed inizia ad utilizzare il suo potere, sperando di contattare il fratello.
- Vero nome: Tegu
- Simbolo: Soffitto, posizionato al centro del viso
- Data di nascita: ??
- Età: ??
- Altezza: ??
- Gruppo sanguigno: ??
- Luogo di nascita: Hokkan
- Arma preferita: il suo canto, che annulla i poteri degli altri guerrieri
- Famiglia: fratello (Hagasu)

### Antagonisti
FenAssassina assoldata dal re Temdan, incaricata di eliminare il principe Rimdo e gli altri guerrieri celsti di Genbu. Il suo primo bersaglio è Hatsui, ritenuto il più debole.
Fortunatamente, la timidezza di Hatsui lo tiene al sicuro e con l'arrivo di Takiko, scopre il tranello della donna. Fen muore assassinata da Hagasu.
HagasuMercenario a cui l'imperatore ha dato il compito di uccidere il figlio Rimdo, la sacerdotessa e tutti i guerrieri celesti. È un personaggio forte e misterioso, che ha in viso delle bande nere che formano una croce. La sua arma preferita è l'arco, da cui non si separa mai. Estremamente freddo, sembra apatico e uccide a sangue freddo Fen.
Possiede un singolare potere: attraverso i suoi occhi ciechi, può fare propri i poteri degli avversari e scagliarglieli contro.
Nonostante la sua freddezza, non uccide i bambini e i vecchi.
Hakei (玻慧?)Figlio di Kenki, l'imperatore di Kuto. Il loro impero è sempre in guerra, perché vuole impossessarsi di tutti i territori circostanti. Hakei è ambizioso e assetato di potere, come tutti i governatori di Kuto. Il principe non ha interesse ad affidarsi alla sacerdotessa di Seiryu, poiché non vorrebbe mai essere comandato da altri entro il suo territorio. Sembra tuttavia interessato alla leggenda dalla sacerdotessa e si stupisce molto vedendo che Takiko ha l'aspetto di una ragazza qualunque.
Hien (緋鉛?)Uno dei generali dell'esercito di Kuto ed è dotato di poteri particolari, per questo Hakei gli affida il compito di uccidere la sacerdotessa di Genbu ed il suo seguito.
In combattimento è accostato da Shigi e Taki (Rimdo travestito) e sembra un uomo senza scrupoli, violento e irascibile. Mentre combatte contro Takiko, Uruki protegge la sacerdotessa mutilandogli l'avanbraccio. Da quel momento, Hien odia profondamente Uruki e gli giura vendetta.
Shigi (紫義?)Come Hien, è dotato di poteri straordinari. A differenza di questi, si accorge che il loro compagno Taki nasconde qualcosa. Sorride spesso dolcemente ed ha un lato delicato, dolce e avvenente, sebbene la sua intelligenza e freddezza lo rendano più letale di Hien. Shigi è infatti un vero stratega, senza rimorsi e senza scrupoli.
Detesta con tutto sé stesso i guerrieri di Genbu e la loro sacerdotessa.

### Altri personaggi dello Shijintenchisho
TaitsukunHa l'aspetto di un bambino, nonché una delle molte forme che può assumere l'imperatrice del cielo, un eremita che vive nella montagna situata al centro del mondo. Appare in situazioni particolari, di solito quando la sacerdotessa è in difficoltà.
AnruNonostante appaia come una bambina, è una sacerdotessa molto potente. È la prima persona che si avvicina a Namame, diventando sua amica e protettrice; è l'unica che riesce a interagire con lui e sentire le sue parole. I due vivono insieme nel giardino delle rocce poco fuori Iferui. Anru consegna a Takiko lo Shinzaho, una collana che l'aiuterà a trovare i guerrieri mancanti e protegge la sacerdotessa dai mercenari di Kuto. Nonostante i suoi poteri, verrà uccisa dai nemici, affidando così a Takiko il destino dell'Hokkan e il guerriero Namame.
Soruen (ソルエン?)Tutore di Rimdo, affezionato a lui come un padre, lo protegge dai tempi della fuga dal palazzo reale di Hokkan. La sua famiglia serve quella imperiale da generazioni, per questo la regina affida a loro il piccolo Rimdo, dopo che re Tendam decide di assassinare il figlio. Souren e Rimdo sono cresciuti insieme e dopo la morte del padre Tauru, ad opera dei sicari dell'imperatore, Souren rimane il solo difensore del principe. Il legame tra i due è molto profondo, Rimdo si confida solo con Souren: prima che un consigliere o un servitore, lui rappresenta un caro amico.
Boraate e TanSono i genitori di Chamka (Tomite). Boraate conosce la leggenda della sacerdotessa di Genbu ed è una delle poche persone lungo il viaggio a proteggere Takiko ed incoraggiarla sull'esito dell'impresa. Ha un carattere molto protettivo, gentile e materno.
Tan è morto da più di un anno, respingendo i mostri di ghiaccio Mou, che avevano attaccato il loro villaggio.

### Altri personaggi del mondo reale
Einosuke OkudaPadre di Takiko, spesso in viaggio a causa del suo lavoro di traduttore. Negli ultimi anni, è stato impegnato nella traduzione della cinese dello "Shijintenchisho" e per questa lunga assenza, Takiko arriva ad odiarlo.
Ad incrinare il loro rapporto, contribuisce poi la morde di Yoshie, consumata da una grave malattia. Quando Takiko entra nel libro, lui legge ciò che accade alla figlia e ben presto si rende conto di esserle mancato molto. Sarà l'unico tramite di Takiko con il mondo reale.
Yoshie Okudaè la madre di Takiko e vive sola con lei. A causa di una polmonite decide di trasferirsi da Tokyo a Morioka, ma muore quando il marito rientra dal viaggio in Cina.
Takao OosugiAmico della famiglia Okuda e Takiko è segretamente innamorata di lui. Egli però è già sposato ed ha una figlia di 5 anni, Suzuno. Takao tiene molto a Takiko, ma la considera come una sorellina. Takiko si dichiara a lui poco prima di entrare nel libro, pur sapendo di non avere speranze.
Suzuno OosugiFiglioletta di Takao, in questa storia appare soltanto in foto, ma è un personaggio nominato già in Fushigi yûgi, essendo destinata a diventare la futura sacerdotessa di Byakko.

## Extra
Esiste un artbook della serie, della dimensione di un fumetto, col numero 9,5: il volume si è infatti inserito nel lungo vuoto (2 anni) trascorso tra la pubblicazione del nono e del decimo volume.
Esiste anche un romanzo, contenente alcune illustrazioni (è uscito in edizione speciale con allegato un drama CD). La trama ruota attorno all'infanzia di Rimdo e si focalizza sul legame tra questi e il tutore Souren.
Sono usciti anche alcuni Drama-CD in cui Takiko è doppiata da Satsuki Yukino mentre Rimdo da Takahiro Sakurai.

## Volumi
| Nº | Data di prima pubblicazione | Data di prima pubblicazione | Data di prima pubblicazione |
| Nº | Giapponese                  | Giapponese                  | Italiano                    |
| -- | --------------------------- | --------------------------- | --------------------------- |
| 1  | 25 ottobre 2003             | ISBN 4-09138-471-4          | novembre 2005               |
| 2  | 26 maggio 2004              | ISBN 4-09138-472-2          | dicembre 2005               |
| 3  | 26 novembre 2004            | ISBN 4-09138-473-0          | gennaio 2006                |
| 4  | 26 maggio 2005              | ISBN 4-09138-474-9          | febbraio 2006               |
| 5  | 25 novembre 2005            | ISBN 4-09138-475-7          | settembre 2006              |
| 6  | 26 marzo 2007               | ISBN 4-09130-869-4          | luglio 2008                 |
| 7  | 26 settembre 2007           | ISBN 4-09131-196-2          | agosto 2008                 |
| 8  | 26 marzo 2008               | ISBN 4-09131-557-7          | settembre 2008              |
| 9  | 26 settembre 2008           | ISBN 4-09131-849-5          | 6 dicembre 2009             |
| 10 | 24 giugno 2011              | ISBN 978-4-09-133808-2      | 25 febbraio 2012            |
| 11 | 26 giugno 2012              | ISBN 978-4-09-134476-2      | 23 febbraio 2013            |
| 12 | 17 maggio 2013              | ISBN 978-4-09-135347-4      | 21 dicembre 2013            |